# Triphaenopsis insolita
Triphaenopsis insolita är en fjärilsart som beskrevs av Remm 1983. Triphaenopsis insolita ingår i släktet Triphaenopsis och familjen nattflyn. Inga underarter finns listade i Catalogue of Life.